# 粟貴章
粟 貴章（あわ たかあき、1960年〈昭和35年〉6月11日 - ）は、日本の政治家。石川県野々市市長（5期）。元野々市町長（2期）、元石川県議会議員（3期）。

## 来歴
石川県立金沢泉丘高等学校卒業。日本大学法学部卒業。1984年（昭和59年）9月、参議院議員秘書となる。1986年（昭和61年）8月、株式会社国土開発センターに入社。
1991年（平成3年）4月、株式会社国土開発センターを退社。同年同月、石川県議会議員に初当選。1995年（平成7年）の県議選は落選。
1998年（平成10年）に結成された地域政党「新進石川」に参画。1999年（平成11年）の県議選で返り咲く。2003年（平成15年）、3期目の当選。
2007年（平成19年）6月、野々市町長選挙に初当選。2011年（平成23年）6月、再選。同年11月11日、野々市町は市制施行し、野々市市が発足。同時に市長就任。
2015年（平成27年）4月、無投票により再選。
2019年（平成31年）4月、無投票により再選。
2023年（令和5年）4月、無投票により再選。